# Araripenymphes seldeni
Araripenymphes seldeni là một loài côn trùng trong họ Nymphidae thuộc bộ Neuroptera. Loài này được Menon et al. miêu tả năm 2005.